# Samuel P. Huntington
Samuel Phillips Huntington (født 18. april 1927, død 24. december 2008) var en amerikansk politolog og er forfatter til den omdiskuterede bog The Clash of Civilizations and the Remaking of World Order (1996) (da. Civilisationernes sammenstød - mod en ny verdensorden (2006)), der er blevet kaldt en af 1990'ernes vigtigste bøger. Bogen er et forsøg på at beskrive grundlaget for fremtidens konflikter efter Den kolde krigs afslutning. Huntingtons overordnede tese går ud på, at tidligere tiders konflikter mellem stater og ideologier i stigende grad vil blive afløst af kulturelle konflikter mellem civilisationer.
I 2004 udgav Huntington et stort værk med titlen Who are We? om indvandring til USA, der ofte er blevet citeret i debatten om, hvorvidt især indvandring fra Mexico truer den nordamerikanske identitet.
Huntington underviste i en lang årrække på Harvard-universitetet, hvor han var professor i international politik. Han var i en kort periode tilknyttet Det Hvide Hus som rådgiver for præsident Jimmy Carter.